# کورتنی اکمارک
کورتنی اکمارک (انگلیسی: Courtney Ekmark؛ زادهٔ ۸ آوریل ۱۹۹۵) بازیکن بسکتبال اهل ایالات متحده آمریکا است.